# تروریسم در شیلی

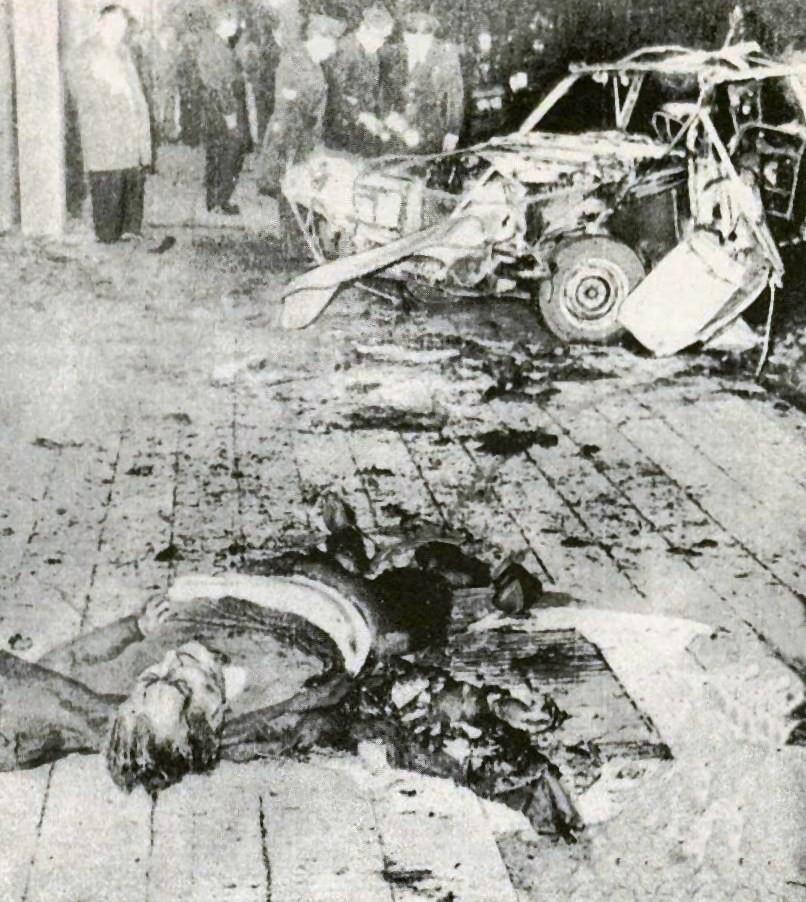
تروریسم در شیلی

تروریسم در شیلی (انگلیسی: Terrorism in Chile) در دهه ۱۹۸۰ شروع و تا کنون ادامه دارد. تعدادی از بمب‌گذاری‌ها مکان‌های عمومی مانند ایستگاه‌های مترو، و همچنین نهادهای تجاری مانند بانک‌ها و دستگاه‌های خودپرداز را هدف قرار دادند. تروریسم تحت حمایت دولت نیز تحت دیکتاتوری آگوستو پینوشه قرار گرفت که از سال ۱۹۷۹ تا ۱۹۹۰ ادامه یافت.

## حملات تروریستی

### بمب‌گذاری ۱۹۸۶ ایستگاه توبلابا
در پایان رژیم نظامی در سال ۱۹۸۶ یک بمب در ایستگاه توبلابا در سانتیاگو شیلی منفجر شد و یک‌نفر کشته و هفت تن دیگر نیز زخمی شدند.

### بمبگذاری ۲۰۰۵ تا ۲۰۱۴
بیش از ۲۰۰ بمب‌گذاری انتحاری از سال ۲۰۰۵ تا ۲۰۱۴ رخ داد، بیش از هشتاد گروه مسئولیت انجام آن‌ها را بر عهده گرفتند.

### ۲۰۱۴ بمب‌گذاری مترو در سانتیاگو
مقاله اصلی: بمب‌گذاری در مترو ۲۰۱۴ در سانتیاگو
در ۸ سپتامبر ۲۰۱۴، یک بمب‌گذاری در ایستگاه متروی اسکولا میلیتار در سانتیاگو شیلی رخ داد. چهارده نفر زخمی شدند، که جراحت چندین نفر جدی بود. هیچ گروهی مسئولیتی آن را بر عهده نگرفت، با این حال، حملات به یک گروه آنارشیست شیلی به نام هسته‌های توطئه آتش، نسبت داده شد.

## تروریسم تحت حمایت دولت
از سال ۱۹۷۳ تا ۱۹۹۰، شیلی توسط دیکتاتوری آگوستو پینوشه اداره می‌شد. در حکومت پینوشه، سرکوب سیاسی و تروریسم دولتی توسط نیروهای مسلح شیلی، پلیس، نمایندگان دولت و شبه نظامیان در خدمت سازمان‌های امنیتی انجام می‌شد.

## پاسخ‌ها و اقدامات ضد تروریستی

### قوانین ضد تروریستی پینوشه
در دوران دیکتاتوری پینوشه در شیلی، یک قانون ضد تروریسم به تصویب رسید که مظنونین را بدون اتهام به صورت انفرادی نگه می‌داشتند. این قانون همچنین اجازه استفاده از نگهداری مظنونین در مکان‌های ایزوله مخفی بدون محاکمه را می‌داد. این قانون ضد تروریسم در حال حاضر توسط دولت در پاسخ به حملات بمب‌گذاری استفاده می‌شود.

### انتقاد
سازمان دیده‌بان حقوق بشر (HRW) به دولت شیلی انتقاد کرده‌است که از قوانین ضد تروریستی علیه گروه‌های بومی (ماپوچه) در درگیری‌های زمینی استفاده می‌کند. سازمان دیدبان حقوق بشر معتقد است که در حالی که به رسمیت شناختن این جنایات انجام گرفته در حق گروه بومی ماپوچه، با اقدامات تروریستی قابل مقایسه نیستند.